# パーム島 (西沙諸島)
パーム島（英語: Palm Island、中国語: 広金岛、ベトナム語：Đảo Quang Hoà Tây / 島光和西）は、西沙諸島（パラセル諸島）南西部のクレスセント諸島（英語: Crescent Group、中国語: 永楽環礁）の南部に位置する島のひとつである。

## 地理
ダンカン島の付属島で、ダンカン島から西へ370メートル離れているが橋で繋がれている。面積は0.06平方キロメートル。島は形状が三角形であるが、東端に突き出る角がある。

## 名称
中国語の広金島という名称は、1909年に清が西沙諸島を調査した際に、水師提督李準が乗船した軍艦「広金号」に因んで名付けられた。しかし、広金号はこの調査に参加しなかったとする研究もある。

## 領有
この島は中華人民共和国に実効支配されており、海南省三沙市に組み込まれている。2016年8月に撮影された写真では、橋でつながるダンカン島との間が浚渫され港湾施設が整備されていることが確認されている。一方、中華民国（台湾）とベトナムも主権を主張している。